# Tchau e bença
Tchau e bença è un singolo dei cantanti brasiliani MC Pedrinho e MC Livinho, pubblicato il 15 febbraio 2017.